# Regio Palace
El Regio Palace va ser un sala d'exhibició cinematogràfica ubicada en el núm. 50 de l'Avinguda del Paral·lel de Barcelona. Va obrir les portes el mes de maig de 1962 i s'hi van deixar de projectar pel·lícules el 1997. Avui en dia, en el mateix indret, hi ha un bloc d'oficines.